# اورادا چوگلی

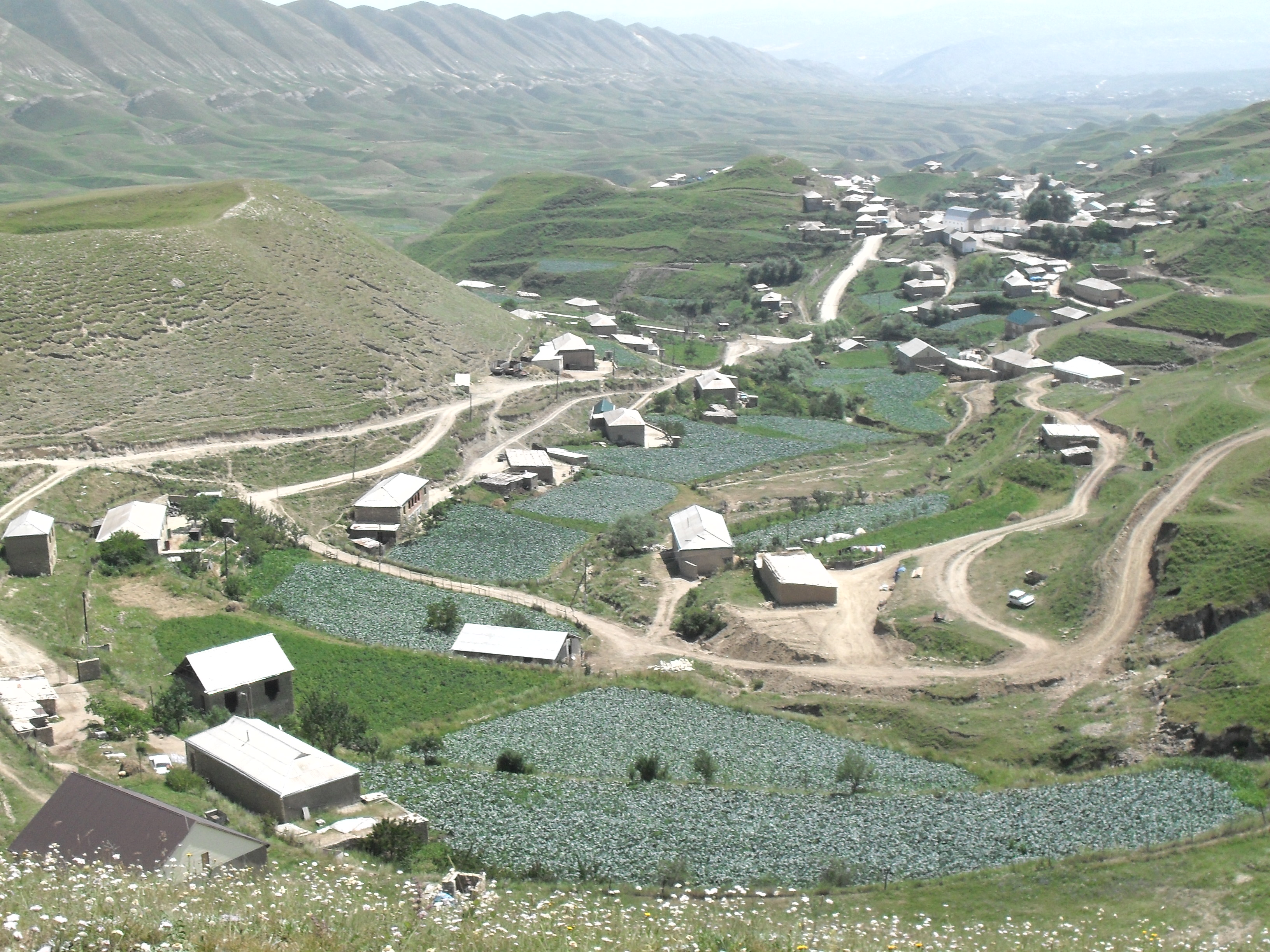
روستای اورادا چوگلی. این روستا در شمال غربی ناحیه لواشینسکی در جمهوری داغستان واقع شده است.

اورادا چوگلی (به لاتین: Orada Chugli) یک منطقهٔ مسکونی در روسیه است که در شهرستان لواشینسکی واقع شده‌است.